# 健康食品
健康食品（けんこうしょくひん）、機能性食品(functional food)とは、医薬品以外で製造者による追加成分または既存成分量増加で、「健康的追加機能」を持つとされて販売されている経口的摂取されるモノ全般。日本やアメリカなどでは「健康食品」に関する法律上の定義は存在しないため、法外価格、デタラメな機能などが問題になりやすい。
厚生労働省は、「法律上の定義は無く、医薬品以外で経口的に摂取される、健康の維持・増進に特別に役立つことをうたって販売されたり、そのような効果を期待して摂られている食品全般」を指す。そのうち、国の制度としては、国が定めた安全性や有効性に関する基準等を満たした際には『保健機能食品制度』がある。栄養機能食品は指定ほ栄養成分を設定された基準量含んでいる食品で、国が定めた表現でそれを表示することが認められたものである。機能性表示食品の「機能」は国が認めた訳ではなく、事業者が自社責任において「機能」を表示するものである。逆に保健機能食品制度のうち、トクホ（特定保健用食品）について、消費者庁による審査と許可を受け、特定の保健の目的が期待できる旨を表示することを認められた食品である。

## 概要

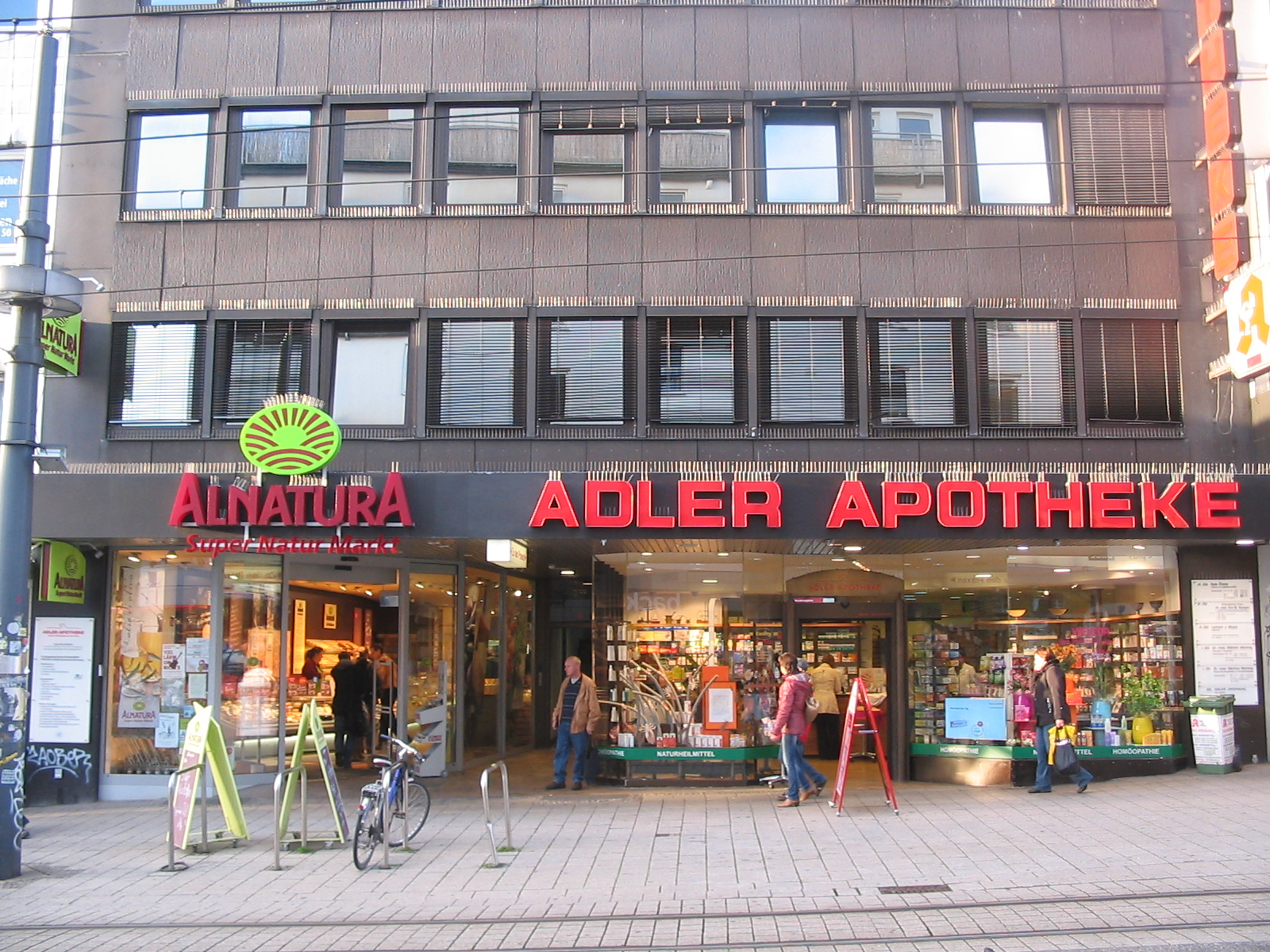
ドイツの最大手のオーガニックスーパーのチェーン店 Alnatura（アルナトゥーラ）の店頭。化粧品やテキスタイルなどを含めると全部で6千アイテムを扱っている。

「健康食品(機能性食品)」と呼ばれるモノは、通常の飲食物の形態をとるほか、粉末や錠剤やカプセルなど医薬品と似た形態のものも多い。ビタミンなどの栄養素や動植物の抽出物で栄養補給に用いるとされるものはサプリメントとも呼ばれる。

### デタラメや危険性問題
こうした健康食品やサプリメントには効果や安全性に疑問があるものもあり、2013年12月にアメリカの研究者らによってビタミンやミネラルなどのサプリメントは健康効果がないばかりか、むしろ健康に害がある可能性が高いと結論付けられた。また、日本医師会は「健康食品」には、成分を濃縮したり、医薬品の成分を含んでいるものも多く、効果を期待しての過剰摂取などによる危険性、服用している医薬品との相互作用での、予期しない健康被害が発生するリスクを警告しているほか、日本スポーツ振興センターは複数のサプリメントの摂取で過剰摂取のリスクの増大や栄養成分表示や原材料表示には書かれていないドーピング禁止物質が含まれている可能性、さらに食品は、医薬品と比較して製品の品質管理レベルが低いため、同じ工場で複数の製品を製造している場合などで、他の成分が混入してしまう危険性などについて警告している。
1989年秋から1990年初頭にアメリカ合衆国で、昭和電工が製造した必須アミノ酸であるL-トリプトファンを含む健康食品で被害総数1,500件以上、死者38名を出したトリプトファン事件や、日本で2024年3月に発生した小林製薬の「紅麹」の成分を含む健康食品の摂取で腎臓疾患などを発症し、製品が原因で死亡した可能性がある事例や入院者が発生した小林製薬紅麹サプリメント問題が発生している。

#### 食品安全委員会による警告
2023年8月17日、内閣府食品安全委員会は、「健康食品」は安全とは限らない、として以下の通り異例の呼びかけを行った。
- 「食品」であっても安全とは限らない。
- 大量に摂ると健康を害するリスクが高まる。
- ビタミン・ミネラルをサプリメントで摂ると過剰摂取のリスクがある。
- 「健康食品」は医薬品ではない。品質の管理は製造者任せである。
- 誰かにとって良い「健康食品」があなたにとっても良いとは限らない。

また、摂った後に体の不調を訴える声や安全性を疑問視する論文も多数ある。

食品安全委員会によると2015年度から「機能性表示食品制度」が始まった。しかし、そうした食品による健康被害の訴えが2000年ごろから繰り返しあり、「無承認無許可医薬品」として医薬品、医療機器等の品質、有効性及び安全性の確保等に関する法律（薬機法）違反に問われた製品もある。企画等専門調査会の審議では、各委員から「健康食品」の安全性を問題視する意見が強く出された。一方、特定の製品や成分のデータについて、リスク評価を行えるだけの内容を収集するのは困難な現実も明らかにされている。報告書では、国民の4-6割程度が「健康食品」を摂っていること、女性が男性よりも多く摂っていること、摂取した後に体の不調を訴える人が数%おり、発疹等のアレルギー症状や胃部不快感、下痢、頭痛やめまいなどの症状が報告されていることなどが公開された。

## 日本における健康食品

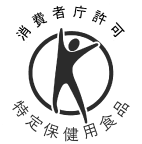
保健機能食品表示

### 定義と区分
日本では「健康食品」についての法律上の定義はない。品目分類のHS分類や日本農林規格等に関する法律（JAS法）にも「健康食品」の項目はない。
日本の制度では食品は医薬品などと区別され、食品はさらに一般食品と保健機能食品（特定保健用食品、栄養機能食品、機能性表示食品）に分けられる。いわゆる「健康食品」は一般食品に属する。
2003年から2004年にかけて13回行なわれた行政による「健康食品に係る制度のあり方に関する検討会」においての定義は「広く、健康の保持増進に資する食品として販売・利用されるもの全般」とされている。この検討会でも、健康食品から保健機能食品を除いたものを、「いわゆる健康食品」と表現している。
日本では健康への働きを表示できる食品として保健機能食品があり、先のように保健機能食品には特定保健用食品（トクホ）、栄養機能食品、機能性表示食品の3種類がある。1991年に保健機能食品の制度は定められ、まず科学的研究を実施し承認された特定保健用食品（トクホ）の制度と共に出発し、2001年より特定の栄養素を含んでいるという栄養機能食品、2015年より他で実施された科学的根拠をもとに表示ができる機能性表示食品と拡充してきた。またその中でトクホの根拠となった研究の参加者が6人と少数であったり、含有される成分が足りなかったなど、その信頼性についても議論されてきた。
なお、日本で栄養補助食品、健康補助食品、栄養調整食品といった表示の製品もあるが機能性の表示が認められない一般食品である。

#### 区分
医薬品、医療機器等の品質、有効性及び安全性の確保等に関する法律（薬機法）及び食品衛生法によれば、全ての口に入るものは、医薬部外品を含む広義の医薬品と食品に2区分される。
|                  | 広義の医薬品                   | 広義の医薬品           | 食品                   | 食品                             | 食品                         |            |
| 医薬品           | 医薬部外品                     | 保健機能食品           | 保健機能食品           | 一般食品（いわゆる健康食品含む） |                              |            |
| 医薬品           | 医薬部外品                     | 特定保健用食品         | 栄養機能食品           | 一般食品（いわゆる健康食品含む） |                              |            |
| ---------------- | ------------------------------ | ---------------------- | ---------------------- | -------------------------------- | ---------------------------- | ---------- |
| 定義している法律 | 薬機法                         | 薬機法                 | 健康増進法・食品衛生法 | 健康増進法・食品衛生法           | 食品衛生法                   | 食品衛生法 |
| 機能性の表示     | 国の認可により表示可能         | 国の認可により表示可能 | 国の認可により表示可能 | 定められた栄養機能のみ可能       | 不可（記述すると薬機法違反） |            |
| 販売の規制       | 薬局・薬店のみ（例外事項あり） | 一般小売店でも販売可能 | 一般小売店でも販売可能 | 一般小売店でも販売可能           | 一般小売店でも販売可能       |            |

この表には、2015年からの機能性表示食品は反映されていない。
医薬品、食品ともに厚生労働省の医薬食品局（ただし、食品は、局内部組織の食品安全部）が監督している。
なお、錠剤やカプセルなど医薬品類似形態のものは1971年より販売が禁止されていたが、2001年、「医薬品の範囲に関する基準の改正について（医薬発第243号平成13年3月27日）」で基準が緩和され、食品であることを明記すれば販売が容認されることになった。

#### 食品の区分の変遷
順に特定の区分、特定の品目において食品として販売できるよう基準が緩和されてきた。
- 1991年9月 栄養改善法に基づいた特定保健用食品の制度がはじまる。
- 1996年 市場開放問題苦情処理体制（OTO）により、国内でサプリメント販売が可能となる[24]。
- 1997年 「ビタミンの取扱いについて」（平成9年3月31日薬務局長通知）により、13種類のビタミンが食品として販売可能となる。
- 1998年 「いわゆるハーブ類の取扱いについて」（平成10年3月31日医薬安全局長通知[25]）により、168種類のハーブ類（生薬）が食品としての販売が可能となる。この時点ではアメリカに倣い、こうしたハーブは食品であり、医薬品としては取り扱わないこととされた[26]。
- 1999年 「ミネラル類の取扱いについて」（平成11年3月31日医薬安全局長通知）により、12種類のミネラルが食品として販売可能になる[27]。
- 2000年 OTOによって海外で栄養補助食品として流通しているものが医薬品として規制されることなく食品として販売できるよう決定される[28]。
- 2001年 「医薬品の範囲に関する基準の改正について（医薬発第243号平成13年3月27日）」、アミノ酸23種類が食品として販売できると記載される[23]。
- 2003年 OTOによって「成分本質 (原材料) が専ら医薬品」とされているものについて、積極的に食薬区分の見直しを行うことが決定される[29]。

「医薬品的効能効果を標榜しない限り食品と認められる成分本質」のリストに載っている1000ほどの成分は、効能効果を表示すれば医薬品、表示しない場合は食品として販売される。

### 一般食品

#### 表示に関する規制
健康食品には、エビデンス（科学的根拠）のないもの、エビデンスが不十分なものも存在し、また逆にエビデンスがあっても保健機能食品でなければ、表示すれば医薬品医療機器等法違反となるため表示できない。このため、効能を連想させるような曖昧な表現にならざるを得ない。チラシや刊行物でも効能効果の表示が許されていない。
行政による公的な検証（確認）を経ないため、商品の信頼性は消費者側が客観的に評価、検証することになる。
2005年、「いわゆる健康食品の摂取量及び摂取方法等の表示に関する指針について」（平成17年2月28日食安発第0228001号）で表示の指針がある。
- 1日当たりの摂取目安量
- 通常の形態及び方法によって摂取されないものにあっては、摂取の方法
- 摂取をする上での注意事項
- バランスの取れた食生活の普及啓発する文面「食生活は、主食、主菜、副菜を基本に、食事のバランスを。」の記載

#### 生薬の取り扱い
日本では漢方などで用いられる在来の生薬の一部が医薬品として認められているが、西洋ハーブ（生薬）が健康食品として流通している。
西洋ハーブは、アメリカではサプリメントとしてEUでは医薬品（ハーバルメディスン）として流通していたが、日本ではアメリカからの外圧によって1998年のハーブ類の形態に関する規制緩和をしたため、健康食品として流通・販売できることとなった。
2003年6月24日、「一般用医薬品としての生薬製剤（西洋ハーブを含む）の審査のあり方に関する検討会」で、こうした西洋ハーブに関して厚生労働省でも検討会を開いた。以下のような意見が寄せられた。
- 薬効があり注意を要するものがあるが、食品であるため表示ができない。
- ダイレクトOTCとして合成医薬品のレベルでしか審査が受けられないが、これは承認されるのが難しい。

さらに日本とEU諸国では承認制度が違い、EU諸国ではこうした既存の生薬は動物実験で安全性を確認するだけでいいのに対し、日本では高額な費用と数年以上の期間を必要とする通常の治験が必要とされる（詳しくは、「治験」の項目を参照）。生薬は特許がとれないため事業者は採算が取れないことから治験が行われない。
この検討会は2回目は開かれなかった。
2007年3月22日、厚生労働省医薬食品局審査管理課は、日本で承認が難しく健康食品として流通していた西洋ハーブなどの生薬については海外のデータの利用を承認し、今後は医薬品の承認申請の負担が軽減されることとなった。
2007年7月以降、「健康食品の安全性確保に関する検討会」が行われた。

### 保健機能食品
保健機能食品は、健康食品のうち安全性や有効性などが国の設定した一定の基準を満たした食品である。健康食品の品質を見極める時、評価基準の一つとすることができる。
健康増進法及び食品衛生法により定義され、特定保健用食品と栄養機能食品、機能性表示食品の3つに分けられる。

#### 特定保健用食品

特定保健用食品のマーク。厚生労働省時代のもの

効果や安全性の審査で健康の維持増進に役立つ科学的根拠が認められ消費者庁長官から表示が許可された食品。通称「トクホ」「特保」と呼ばれる。健康増進法に基づく特別用途食品に含まれる。
1991年に導入された制度だが、認知度が低かったため、政府がヤクルト本社にトクホを取得するように提案し、1998年認可された。
医薬品ほどの効能がない食品機能を保証する制度であるが、審査が厳しく認可取得に関する費用と時間がかかり過ぎることが問題視されてきた。当初の所管は厚生労働省であったが、2009年9月に製造所固有記号の届出などとともに、消費者庁の食品表示課に所管が変更されている。
審査にあたっては消費者庁から専門家からなる内閣府消費者委員会へ諮問がなされ、消費者委員会の出した答申を参考にして消費者庁が許可・不許可を決める。通常は消費者委員会の答申通りの決定がなされるが、消費者委員会が「適切でない」としたノンアルコール飲料2種について、消費者庁が許可する事例が発生した。消費者委員会の答申が覆されたのはこれが初めて。
臨床試験では、数十人の被験者数で行っていた企業が多かったが、6人といった企業もあり、2012年には基準策定が模索されてきた。

##### 個別許可型
商品ごとに個別に実験データを提出し審査を受け許可される必要がある。
形態としては、通常の飲食物（ヨーグルト、乳酸菌飲料、納豆、お茶など）や調味料（オリゴ糖など）、食用油などの形態をしたものが多く、錠剤やカプセル、粉末状の物は少数である。
許可された成分と表示内容の例
- キシリトール - 「虫歯の原因になりにくい食品です」
- ラクトトリペプチド - 「血圧が高めの方に適する食品です」
- ジアシルグリセロール - 「体脂肪が体につきにくい食品です」

##### 規格基準型
その成分を含んだ特定保健用食品許可実績が十分（おおよそ100件以上）であり、科学的根拠が蓄積されている一定の基準を満たしている食品（成分）に関しては、国が規格基準を定めたうえで、個別審査なしで許可をうけることができる。

##### 条件付き特定保健用食品
2005年より制度化されたが、これまでに認可申請はほとんど無い。
特定保健用食品のうち、特定保健用食品の許可のレベルには届かないが一定の有効性が確認される食品（作用機序は明確だが有効性は少し低い・作用機序は不明だが有効性は認められる）について、限定的な科学的根拠である旨の表示をすることを条件として許可対象とされるもの。
表示内容の前に「根拠は必ずしも確立されていませんが」という但し書きが必須となる。トクホの場合に数千万円とも言われる認可取得に要する費用が大幅に軽減されるわけでもなく、食品企業にとって取得のメリットがないため認可をとろうとする企業が少なく、開発された条件付き特定保健用食品はほとんど無いのが現状である。

#### 機能性表示食品
「おなかの調子を整える」「脂肪の吸収を抑える」「悪玉コレステロールを下げる」などの機能性を表示した食品。2015年4月に導入された。販売の60日前までに安全性及び機能性の根拠に関する資料を消費者庁長官へ届け出ることにより表示できる。特定保健用食品とは異なり、消費者庁長官の個別の許可を受けたものではない。機能性の表示は事業者の責任で行うため、当該食品の安全性や効果の有無について、国は責任を負わない。特定保健用食品の審査が厳しく、認可取得までの時間と費用がかかり過ぎるという問題を受けて導入された制度であるが、消費者庁の審査を受けることなく食品の機能性表示が容易に行えるようになったため、「チェックの方法があいまいである」「国は健康被害のリスクを全面的に消費者に負わせている」など制度を問題視する意見がある。また、届け出のあった商品の一部には消費者団体などから効果や安全性を疑問視する意見が消費者庁へ提出されている。
2024年3月には、小林製薬の「紅麹」のサプリメントを巡る死者を出した健康被害問題に絡み、林芳正官房長官は機能性表示食品として届け出のあった全約6800製品について、事業者に対し健康被害の有無などの調査を求めた。この制度は2015年、当時の安倍晋三首相が進めた規制緩和による経済成長戦略の一つとして導入されたが、届け出のみで国の審査はなく、当初から安全性などへの懸念が指摘されていた。消費生活コンサルタントの森田満樹は、紅こうじ問題を受けて「消費者の利益ではなく、経済のための制度。安全性を置き去りにした制度の欠陥があらわになった」と指摘した。
政府は機能性表示食品制度を改正した。2024年9月1日からは、届け出事業者に健康被害情報が寄せられた場合、都道府県や消費者庁への健康被害情報の提供が義務化される。2026年9月からは、錠剤やカプセルなどの形状の食品は、GMP（適正製造規範）に基づく品質管理が義務化される。管理と表示方法の見直しは、生産ラインの見直しなど、事業者に準備期間が必要なため、移行するのは2年後。一方で、国が商品の安全性を審査しないことに変わりはなく、国の「お墨付き」を利用する業者にとっては使い勝手のよい制度が存続する。機能性表示食品制度を廃止し、サプリメントの食品全般を対象とする規制法の制定を求める声もある。

#### 栄養機能食品
指定された栄養成分を設定された基準量含んでいる食品で、国が定めた表現でそれを表示することが認められたもの。2001年に導入された。特定の栄養素を設定された基準量含んでいれば、食品衛生法に基づき表示できる（規格基準型）。前述の特定保健用食品とは異なり、消費者庁長官の許可は必要なく、基準を満たしていれば表示できる。ただし、その際に「この食品の摂取によって、特定の疾病や症状が改善するものではない」という旨の注意書きや目安となる摂取量の記載、その他バランスの良い食事の啓発などの表記が義務付けられている。主にサプリメントに用いられるが、調味料やお菓子、飲料水などにも表示されている。
対象となっているのは2015年時点で、脂肪酸類、ミネラル類、ビタミン類の計20種。
許可の対象となる栄養成分は以下の通りである。
- 脂肪酸 - ω-3脂肪酸
- ミネラル - 亜鉛、カリウム、カルシウム、鉄、銅、マグネシウム
- 水溶性ビタミン - ナイアシン、パントテン酸、ビオチン、ビタミンB1、ビタミンB2、ビタミンB6、ビタミンB12、ビタミンC、葉酸
- 脂溶性ビタミン - ビタミンA、ビタミンD、ビタミンE、ビタミンK

### 情報提供
2004年の「健康食品に係る制度のあり方に関する検討会」では、表示への規制も強く曖昧な表示や誇大広告も増えているとされ、こうした情報提供の歪みを是正し食品の機能を十分に理解できるような信頼できる正確な情報提供が求められるという方向性が示された。また、表示のための科学的根拠のレベルが高すぎることについても「条件付き特定保健用食品」の制度が示された。厳格な科学的証拠がある場合にしか表示ができないことも、曖昧な表示が氾濫する一因であるとされた。そして、食品の機能に関する表示の信頼性が高まっていくことによって、国民の健康づくりに寄与されることが期待されるという方向性が示された。
さらに、食育の観点から、食品の機能や用法に関するデータベースが活用されるべきであるとされ、厚生労働科学研究費補助金によって国立健康・栄養研究所が健康食品に関するデータベースを公開している。健康食品に関するデータベースを作り国民に広く普及させるという意見に基づいて、消費者の立場に立った科学的な根拠のある情報の公開がなされている。
2006年、OTOで「消費者にとってより判り易いサプリメントに係る情報提供の推進」として国立健康・栄養研究所のデータベースの紙媒体などへの情報提供手段を整備することが決定された。

#### データベース
独立行政法人である国立健康・栄養研究所では、「健康食品」の安全性・有効性情報というデータベースを公開し情報の提供の役割を担っている。2007年2月には、国立健康・栄養研究所の監修で『健康食品データベース』という書籍が翻訳され発行されているが、英語の原題中のNatural medicinesの和訳が健康食品である。

#### 健康補助食品
日本健康・栄養食品協会は厚生省の指導により規格基準を設定し、1986年より「健康補助食品」の認定マーク（JHFAマーク）を発行している。これは表示される成分がきちんと含まれているかを保証しているとのことである。

#### 資格
健康食品のみを専門に司る国家資格は存在していない。
2002年2月、「保健機能食品等に係るアドバイザリースタッフの養成に関する基本的考え方について」では、2001年に健康食品に関して適切な情報が提供できるアドバイザリースタッフの確保の必要性が提言されたことを受けて、アドバイザリースタッフの定義や養成方法が示された。同2002年12月には、独立行政法人の国立健康・栄養研究所が認定する栄養情報担当者（NR）の認定制度ができた。
2004年、厚生労働省によって行われた検討会では、個々の状況に応じた食品の選択が食育の観点からも重要であり、管理栄養士、薬剤師などの正しい情報を提供できるアドバイザリースタッフによる役割が重要であるとしている。
2005年、健康食品に係る制度に関する質疑応答では、アドバイザリースタッフとして、栄養情報担当者や食品保健指導士、サプリメントアドバイザーが挙げられた。
公的資格としては、独立行政法人 国立健康・栄養研究所が認定する栄養情報担当者（NR）があったが、2013年に廃止となり、民間資格のサプリメントアドバイザーに統合された。
民間資格としては、試験での合格が必要なサプリメントアドバイザー（日本サプリメントアドバイザー認定機構）・健康食品管理士（健康食品管理士認定協会）・食品保健指導士（（財）日本健康・栄養食品協会）や、受講や通信教育のみで取得可能なサプリメントアドバイザー（日本ニュートリション協会）・サプリメント指導士（NPO日本サプリメント協会）・サプリメント管理士（NPO新生活普及協会）・サプリメントコーディネータ（（株）日本フローラルアート）・栄養補助食品指導士（（財）日本栄養補助食品科学検定協会）などがある。

### 問題点
医薬品については、医薬品、医療機器等の品質、有効性及び安全性の確保等に関する法律（薬機法）、医薬品等適正広告基準などにより、製造や販売、広告手法が制限されるが、健康食品は健康増進法により、病気の予防効果や栄養成分の効果を謳う広告で著しい相違や事実誤認させる表示を禁止している。厚生労働省は、財源難から専従職員を配置できず、2009年に消費者庁が発足して所管官庁が移管されるまで、勧告など処分実績は無かった。
インターネットを通して、中華人民共和国で製造された法律にて、食品への使用が認められていない向精神薬や医薬品（日本において未認可の物も含む）の成分が含まれるダイエット食品を購入し食べたりした人が、腹痛・下痢・死亡するなどの健康被害を起こす事件もおきている。
花王のエコナは、食用油として初めて特定保健用食品に認定された商品であるが、グリシドール脂肪酸エステル（発がん性のあるグリシドールに体内で変換される懸念がある）が他の市販食用油より多く含まれていることが解かり（ヨーロッパの事例よりひとケタ多いとされる）、花王は2009年、販売を自粛するとともに、特定保健用食品の取り消しの届け出を行った。なお、グリシドール脂肪酸エステルが、実際にグリシドールに変換されるかは、現時点では不明である。
2015年4月1日から「機能性表示食品制度」が導入されたが、成分だけで機能性や安全性を判断することはできないとの批判が、この制度の検討の段階からあり、ほかにもシステマティック・レビューを行うと、効果なしのもの、食品安全委員会が「安全性が確認できない」とまとめようとしていたものなど問題が指摘されていた。この制度になって以降は、効能の化学的論拠については製造業者の責任で提出するのみで良くなり、安全性の検証は事後に実施されることとされた。このため、トクホの審査段階で安全性に疑問が指摘された成分を含んだ機能食品が出現するようになっていることが、消費者庁の指摘で判明している。
2017年には、特定保健用食品として承認された食品について、関与する成分の含有量が足りていないため、不当景品類及び不当表示防止法（景品表示法）違反（優良誤認）が下された。
日本医師会では「健康食品」やサプリメントの摂りすぎに対して警告を発している。
(Hidehiro et al. 2024)によれば、根拠となる論文を調査した結果、72%で有利な結果を強調し効能の誤解を招く内容で、“spin.”「広告は消費者に優良であることの誤認を招きかねない表現が含まれている」と指摘している。また査読が不十分な所謂ハゲタカジャーナルに投稿された論文が根拠となっている。更に社員が執筆した論文が採用されている例があるとの指摘もある。

## アメリカにおける健康食品

### 定義と区分
アメリカにも「健康食品」の公的な定義はない。アメリカの制度では食品は一般食品、添加物、栄養補助食品、医療食に分けられる。栄養補助食品、医療食、特殊用途食品（Food for Special Dietary Need）の定義はあるが、栄養補助食品や医療食でない健康食品は一般食品の分類に入る。

### 栄養補助食品
栄養補助食品は1994年の栄養補助食品健康教育法によって定義されている。栄養補助食品は栄養補助食品・製造規範に準拠した管理と栄養補助食品健康教育法（DSHEA）の成分表示を順守し、アメリカ食品医薬品局（Food and Drug Administration、FDA）へ製造施設を登録することにより製造会社、販売会社の責任でアメリカ内で販売できる。

### 医療食
医療食は1988年の希少疾病用医薬品法で「特定の栄養素の摂取を管理する必要がある疾病と医学的に判定された場合 に、医師の指示に従って摂取されるもの」と定義されている。疾病に対して栄養的に特別な必要性がある場合に医師の指示に基づいて調合される。

### 歴史
アメリカでは、1952年にハーブ類を含む生薬はそのほとんどが医薬品から外され7品目のみ残っていた。
1984年、食生活指針が策定された後、健康への関心が高まっていた。同年10月にケロッグがアメリカ国立癌研究所（NCI）に認定を受け自社製品に食物繊維の多い食品はある種のがんを予防すると表示した。シリアル食品はケロッグ博士により、数多くの健康器具や健康療法と共に生み出されたもので、当時の健康ブームの火付け役ともなった。その後、他のメーカーもこれに追従し、このような表示が氾濫していった。結果として、食物繊維を多く含むシリアル食品を食べる家庭を200万世帯増やした。また連邦取引委員会（FTC）は、食生活の改善が難しいと考えられた教育レベルが低い喫煙習慣のある女性に、こうしたシリアル食品の利用を増加させたと報告した。
NCIによって2000万ドルの予算でがんを予防するために、フィトケミカルを特定して加工食品に加える目的で、デザイナーフーズ計画（designer foods project）が開始された。デザイナーフーズ計画では、がんに有効性のあると考えられる野菜類が40種類ほど公開された。その後、デザイナーフーズ計画はなくなった。
1988年末から翌年にかけアメリカでトリプトファン事件が発生した。
1990年、栄養表示教育法（NLEA）が策定され、食品やサプリメントと病気予防の関連について申請し、科学的根拠があると認可されたものに関しては、申請者でない場合も効能を表示できるようになった。
健康の自由運動が活発になっていき、人々はサプリメントの使用の自由や効能に関する情報の自由な入手を訴えるようになった。効能表示は医薬品とみなされるよう規制され、また効能表示のためには医薬品を承認するレベルの認可が必要であれば、健康に対する自由が制限される。
1994年、栄養補助食品健康教育法（ディーシェイ、DSHEA）が制定されサプリメントの販売が管理されている。何らかの根拠があれば効能表示が可能となった。
1997年、FDA近代化法（FDAMA）が制定され、国家の研究機関か全米科学アカデミーの文献を根拠に申請し、病気のリスクが低減できることを表示できるようになった。1999年7月、FDAMAによって、51%以上の全粒穀物を含む製品にがんや心臓病のリスクを減らす可能性があると表示できるようになった。1999年10月、FDAMAによって、6.25グラム以上の大豆たんぱく質を含む製品に、1日25グラム以上の大豆タンパク質を摂取すれば心臓疾患のリスクが減らせると表示できるようになった。
1999年、条件付き効能表示（QHC：Qualified Health Claims）、弱い科学的根拠がある場合にも但し書きした上で表示をしてもいいこととなった。ピアソン対シャラーラの裁判によって、表示の禁止は言論の自由に違反すると判決が出たことによる。